# Direkt numerisk simulering
En analys av strömningsproblem med metoden Direkt Numerisk Simulering (Direct numerical simulation, DNS) är en simulering med CFD-teknik där Navier–Stokes ekvationer löses numeriskt utan att använda någon turbulensmodell.

## Allmänt
För att göra en analys av strömningsproblem utan turbulensmodell måste alla förekommande längd- och tidsskalor hos turbulensen i strömningen kunna återges i simuleringen. Speciellt måste den nätindelning som görs av beräkningsområdet vara så finmaskig att alla turbulensvirvlar - från de minsta dissipativa längdskalorna (Kolmogorovs mikroskala), upp till virvlar av samma storlek {\displaystyle L} som beräkningsområdet, kan återges på ett noggrant sätt. 
Kolmogorov-skalan, {\displaystyle \eta }, är definierad som
{\displaystyle \eta =(\nu ^{3}/\varepsilon )^{1/4}}
där {\displaystyle \nu } är den kinematiska viskositeten och {\displaystyle \varepsilon } är dissipationen av kinetisk energi per tidsenhet. Den övergripande (integrala) längdskalan beror normalt på längdskalan av beräkningsområdet och dess randvillkor. 
För att uppfylla dessa krav på upplösning så måste produkten av antalet beräkningspunkter {\displaystyle N} och avståndet mellan dessa {\displaystyle h} längs en given linje i beräkningsnätet vara
{\displaystyle Nh>L}
så att den övergripande längdskalan beskrivs i beräkningsområdet, men samtidigt måste avståndet mellan beräkningspunkter begränsas till
{\displaystyle h\leq \eta }
så att Kolmogorov-skalan beskrivs med tillräcklig upplösning.
Då
{\displaystyle \varepsilon \approx {u'}^{3}/L}
där {\displaystyle u'} är det kvadratiska medelvärdet (root mean square, RMS) av hastigheten så innebär de tidigare kraven på upplösning att ett 3-dimensionellt beräkningsnätverk för DNS kräver att antalet beräkningspunkter {\displaystyle N^{3}}uppfyller kravet
{\displaystyle N^{3}\geq \mathrm {Re} ^{9/4}=\mathrm {Re} ^{2.25}}
där {\displaystyle \mathrm {Re} } är det turbulenta Reynolds-talet.
{\displaystyle \mathrm {Re} ={\frac {u'L}{\nu }}}
Detta innebär att erforderligt antal beräkningspunkter för en DNS-analys växer mycket snabbt med Reynolds-talet. På grund av det oerhört stora minnesbehovet så görs normalt den numeriska lösningen med en explicit metod. För att denna ska vara robust och korrekt krävs för de flesta diskretiseringsmetoder att tidssteget {\displaystyle \Delta t} måste väljas så litet att en fluid-partikel under ett tidssteg förflyttar sig endast en mindre andel av avståndet {\displaystyle h} mellan två beräkningspunkter. Detta kan uttryckas som
{\displaystyle C={\frac {u'\Delta t}{h}}<1}
({\displaystyle C} är Courant-talet).
Längden på det simulerade tidsintervallet är normalt sett proportionell till den turbulenta tidsskalan {\displaystyle \tau } definierad som
{\displaystyle \tau ={\frac {L}{u'}}}
Om dessa samband kombineras, tillsammans med kravet att {\displaystyle h} måste vara i samma storleksordning som {\displaystyle \eta }, så måste antalet tidssteg i beräkningen vara proportionell mot {\displaystyle L/(C\eta )}. Men å andra sidan följer från definitionerna av {\displaystyle \mathrm {Re} }, {\displaystyle \eta } and {\displaystyle L} att 
{\displaystyle {\frac {L}{\eta }}\sim \mathrm {Re} ^{3/4}}
och följaktligen ökar även det erforderliga antalet tidssteg med en potens av Reynolds-talet.
Det erforderliga antalet numeriska flyttalsoperationer kan därför uppskattas vara proportionellt mot antalet beräkningspunkter och antalet tidssteg, och sammantaget så växer antalet flyttalsoperationer som {\displaystyle \mathrm {Re} ^{3}}.
Detta innebär att den erforderliga beräkningskapaciteten för DNS är mycket hög, även för låga Reynolds-tal. För de Reynolds-tal som förekommer i många industriella applikationer överstiger den erforderliga beräkningskapaciteten även de mest kraftfulla datorer.
Trots detta är DNS ett användbart verktyg i grundläggande turbulensforskning. Genom att använda DNS så är det möjligt att utföra "numeriska experiment", och från dessa få information som är svår eller omöjlig att få från fysikaliska experiment, och på så sätt få en bättre förståelse för de fysikaliska förloppen hos turbulens. DNS är också användbart vid utveckling av praktiskt användbara turbulens-modeller, till exempel "sub-grid scale models" vid large eddy simulation (LES), och turbulensmodeller för metoder som löser Reynolds-averaged Navier–Stokes ekvationer (RANS).
Detta kan göras med "a priori"-tester, där indata till modellen tas från en DNS-simulering, eller med "a posteriori"-tester, där resultat från modellen jämförs med de som fås med DNS.